# مناهضة العنصرية

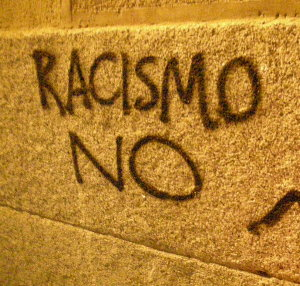

انتشرت العنصرية الأوروبية إلى الأمريكيتين، لكن وجهات النظر كانت موضع تساؤل عند تطبيقها على الشعوب الأصلية. أُرسل العديد من رجال الدين إلى العالم الجديد لتعلم القيم الإنسانية الجديدة لعصر النهضة، والتي لا تزال جديدة في أوروبا ولم يصادق عليها الفاتيكان، وبدؤوا في انتقاد إسبانيا وكنيستها لطريقة تعاملها الشعوب الأصلية والعبيد.
في ديسمبر 1511، كان الراهب الدومينيكي أنطونيو دي مونتيسينوس أول أوروبي يوبخ صراحةً السلطات الإسبانية والإداريين في هيسبانيولا على قسوتهم واستبدادهم في تعاملهم مع الأمريكيين الأصليين وأولئك الذين أُجبروا على العمل كعبيد. أصدر الملك فرديناند قوانين بورغوس ردًا على ذلك، لكن كان التنفيذ متساهلاً، وكان لابد من وضع القوانين الجديدة لعام 1542 لاتخاذ موقف أقوى، لأن بعض الأشخاص أثاروا الجدل حول ما إذا كان الهنود رجالًا يستحقون المعمودية حقًا، سادت العنصرية الاجتماعية القانونية تجاه الهنود أو الآسيويين وبحلول ذلك الوقت، كان الانقسام الأخير للإصلاح قد حدث في أوروبا في تلك العقود القليلة على أسس سياسية، ولم تُصحح الآراء المختلفة حول قيمة الحياة البشرية للأعراق المختلفة في أراضي شمال أوروبا، والتي ستنضم إلى العرق الاستعماري في نهاية القرن وما بعده، إذ تضاءلت الإمبراطوريتان البرتغالية والإسبانية. سيستغرق الأمر قرنًا آخر، مع نفوذ الإمبراطورية الفرنسية وتطور التنوير اللاحق في دوائر محكمتها، لإعادة هذه القضايا التي لم تكن محسومة في السابق إلى واجهة الخطاب السياسي الذي دافع عنه العديد من المثقفين منذ روسو. دخلت هذه القضايا تدريجياً إلى المستويات الاجتماعية الدنيا، إذ كانت حقيقة يعيشها رجال ونساء من أعراق مختلفة من الأغلبية العرقية الأوروبية.
ناهض الإسلام العنصرية حيث شجبها النبي محمد وحث العرب على تركها حيث قال في أحد الأحاديث: «دعوها فإنها منتنة» في إشارة إلى العصبية القبلية والعنصرية، وفي حديث في آخر «الناس سواسية كأسنان المشط» ولكن ذلك لم ينهِ العنصرية بشكل كامل حيث استمرت المشاعر العنصرية لدى الكثير والتي لا تزال.[بحاجة لمصدر]

## حركة إلغاء العبودية
حققت هذه الحركة نجاحات لاحقة في مناهضة العنصرية في كل من إنجلترا والولايات المتحدة. على الرغم من أن العديد من دعاة إلغاء العبودية لا يعتبرون السود أو المولاتو مساويين للبيض، إلا أنهم يؤمنون بشكل عام بالحرية وحتى بالمساواة في المعاملة لجميع الناس عمومًا، كما ذهب عدد قليل منهم، مثل جون براون، إلى أبعد من ذلك. كان براون على استعداد للموت نيابةً عن الملايين في بلد العبيد الذين يعانون من تجاهل حقوقهم من خلال التشريعات الشريرة والظالمة، العديد من دعاة إلغاء العبودية السود، مثل فريدريك دوغلاس، ناقشوا صراحةً إنسانية السود وضرورة المساواة بين جميع الناس.
قبل وأثناء الحرب الأهلية الأمريكية، أصبحت المساواة العرقية في الشمال أقوى بكثير وانتشرت بشكل واسع. كان لنجاح القوات في جيش الاتحاد تأثير كبير على المشاعر في الشمال. كان إعلان تحرير العبيد مثالًا بارزًا على هذا التحول في المواقف السياسية، على الرغم من أنه لم يقضي تمامًا على العبودية القانونية في العديد من الولايات. بعد الحرب، أقرت حكومة إعادة الإعمار التعديل الرابع عشر والتعديل الخامس عشر للدستور لضمان حقوق السود. حصل العديد من العبيد السابقين على التعليم لأول مرة وسُمح لهم أيضًا بالتصويت.
انتهت حركة إعادة الإعمار بسبب المقاومة في الجنوب والانهيار العام في الشمال، وأفسحت الطريق إلى الحضيض بالنسبة للعلاقات العرقية الأمريكية. شهدت الفترة ما بين 1890 و1920 إعادة إنشاء قوانين جيم كرو.
في عام 1911، عُقد المؤتمر العالمي الأول بهذا الخصوص في لندن، إذ ناقش متحدثون متميزون من العديد من البلدان لمدة أربعة أيام مشاكل العرق وسبل تحسين العلاقات بين الأعراق.

## مكافحة العنصرية العلمية
كان فريدريش تيدمان من أوائل الأشخاص الذين حاربوا العنصرية علميًا. في عام 1836، استخدم قياسات القحف والدماغ (التي أخذها من الأوروبيين والسود من أنحاء مختلفة من العالم)، لدحض اعتقاد العديد من علماء الطبيعة وعلماء التشريح المعاصرين بأن الأشخاص السود لديهم أدمغة أصغر وبالتالي هم أدنى مرتبة من الأشخاص البيض، قائلًا أن هذا لا أساس له من الصحة من الناحية العلمية ويستند فقط إلى الآراء المتحيزة للمسافرين والمستكشفين. كتب عالم الأحياء التطوري تشارلز داروين في عام 1871 أنه على الرغم من اختلاف أجناس الإنسان الموجودة في كثير من النواحي، كما هو الحال في اللون، والشعر، وشكل الجمجمة، ونسب الجسم، وما إلى ذلك، ولكن إذا أُخذ الهيكل بالكامل في الاعتبار، ستجد أنها تشبه بعضها البعض عن كثب في العديد من النقاط.
روّج عالم الإثنوغرافيا الألماني أدولف باستيان للفكرة المعروفة باسم (الوحدة النفسية للبشرية)، وهي الإيمان بإطار عقلي عالمي موجود في جميع البشر بغض النظر عن العرق. انتقد رودولف فيرشو، عالم أنثروبولوجيا بيولوجي، تصنيف إرنست هيغل للإنسانية إلى أعراق أعلى وأدنى. أثر المؤلفان على عالم الأنثروبولوجيا الأمريكي فراز بواس الذي روج لفكرة أن الاختلافات في السلوك بين البشر هي ثقافية بحتة وليست محددة بالاختلافات البيولوجية. واصل علماء الأنثروبولوجيا لاحقًا مثل مارسيل موس وبرونيسلاف مالينوفسكي وبيير كلاستر وكلود ليفي شتراوس التركيز على الثقافة ورفض النماذج العرقية للاختلافات في السلوك البشري.

## استراتيجيات التدخل المناهضة للعنصرية
عندما يعاني الأشخاص الملونون من اعتداءات عنصرية، فإن ذلك يسبب ضررًا لصحتهم العقلية والجسدية ما قد يؤدي إلى العديد من العواقب السلبية في بيئة العمل، وبيئة التعلم، وإلى إحساسهم العام بقلة القيمة. يكافح العمل المناهض للعنصرية الاعتداءات ويساعد على كسر هذه الحلقة من خلال التركيز على الإجراءات ضد التمييز والقمع. يمكن أن يكون الوقوف ضد التمييز مهمة شاقة للأشخاص الملونين الذين استُهدفوا سابقًا. الحلفاء البيض هم أشخاص يمكنهم مساعدة ضحايا التمييز العنصري. يمكن أن تكون التدخلات الدقيقة المناهضة للعنصرية أداة تستخدم لمكافحة التمييز العنصري.
توفر استراتيجيات التدخل الأدوات اللازمة لمواجهة وتثقيف العنصريين. تتضمن التكتيكات المحددة ما يلي: الكشف عن التحيزات أو الأجندات الخفية وراء أعمال التمييز، ومقاطعة اللغة القمعية وتحديها، وتثقيف الناس، والتواصل مع الحلفاء الآخرين وأعضاء المجتمع. يتيح استخدام هذه التدخلات للظالم أن يرى تأثير كلماته ويوفر مساحة للحوار حول أثر أفعالهم على الأشخاص الملونين والفئات المهمشة.
تشمل الاستراتيجيات المناهضة للعنصرية أيضًا مواجهة العدوان العنصري عن طريق التحدي الخارجي والاختلاف ضد العدوان الدقيق الذي يضر بالأشخاص الملونين. التدخلات الدقيقة مثل التعبير (لا أريد سماع هذا الكلام) والحركات الجسدية للرفض هي طرق لمواجهة الاعتداءات. لا تُستخدم التدخلات الدقيقة لمهاجمة الآخرين بشأن تحيزهم، ولكن بدلاً من ذلك فهي تُستخدم لإفساح المجال لحوار ونقاش مفتوح. إذ يمكن لعبارات مثل (أعلم أنك قصدت تلك النكتة أن تكون مضحكة، لكن هذه الصورة النمطية تؤذيني حقًا) أن تؤدي إلى تثقيف الشخص حول الفرق بين ما هو مقصود وكيف له أن يضر بالشخص الآخر.